# Break the Rules (Charli XCX)
Break the Rules è un singolo della cantante britannica Charli XCX, il secondo estratto dall'album Sucker e pubblicato il 19 agosto 2014.

## Descrizione
Break the Rules è un brano dalle sonorità electropunk, synth pop e pop punk.

## Video musicale
Il video musicale è stato diretto da Marc Klasfeld e contiene riferimenti ai film Carrie - Lo sguardo di Satana, Giovani streghe e Amiche cattive e alla sitcom animata I Simpson. Vi appare in un cameo l'attrice Rose McGowan.

## Tracce
1. Break the Rules – 3:23

## Classifiche
| Classifica (2014-15) | Posizione massima |
| -------------------- | ----------------- |
| Australia            | 10                |
| Austria              | 6                 |
| Belgio (Fiandre)     | 17                |
| Belgio (Vallonia)    | 14                |
| Canada               | 69                |
| Francia              | 13                |
| Germania             | 4                 |
| Irlanda              | 46                |
| Lussemburgo          | 5                 |
| Norvegia             | 34                |
| Nuova Zelanda        | 31                |
| Regno Unito          | 35                |
| Stati Uniti          | 91                |
| Svizzera             | 13                |